# Innocentia
Innocentia (* zwischen 285 und 288; † zwischen 303 und 305; zuweilen mit dem Beinamen von Rimini) ist nach frühchristlicher Darstellung eine Märtyrin aus dem 4. Jahrhundert. Ihr Gedenktag ist der 16. September. Belege über ihr Leben sind nicht bekannt.

## Leben
Über ihr Leben ist kaum etwas bekannt. Der Überlieferung zufolge ist sie möglicherweise identisch mit der Tochter des Severus von Ravenna. Sie könnte mit 17 Jahren während der Christenverfolgung unter Diokletian enthauptet worden sein. Die Verehrung der Heiligen ist in Rimini vor dem Jahre 1000 nachweisbar.
In der christlichen Ikonographie wird Innocentia meist mit Märtyrerkrone dargestellt. Falls man der Identität mit der Tochter des Severus folgt, ist sie auch auf der Deckplatte des Sarkophags des Severus in der Severikirche in Erfurt dargestellt. Dort steht sie, gekrönt und betend, neben Severus und Vincentia.